# Sukarame (Munte)
Sukarame is een bestuurslaag in het regentschap Karo van de provincie Noord-Sumatra, Indonesië. Sukarame telt 706 inwoners (volkstelling 2010).